# گریگوری دژانشیف
گریگور آوتی جانشیان یا گریگوری دژانشیف (ارمنی: Գրիգոր Ավետի Ջանշյան; روسی: Григорий Аветович Джаншиев؛ ۲۹ مهٔ ۱۸۵۱ – ۳۰ ژوئیهٔ ۱۹۰۰) یک وکیل، تاریخ‌نگار و روزنامه‌نگار ارمنی‌تبار اهل روسیه بود. وی فارغ‌التحصیل دانشگاه دولتی مسکو بود.
وی همچنین یکی از پدیدآورندگان دانشنامه افرون و بروک‌هاوس بود.

## کتابشناسی
- On the Times of the Great Reform (روسی: Из эпохи великих реформ) چاپ ۱۸۹۲